# Franz Schmidberger
Franz Schmidberger (Riedlingen, 19 ottobre 1946) è un presbitero tedesco, superiore generale della Fraternità sacerdotale San Pio X dal 1982 al 1994.

## Biografia
Dopo essersi laureato in matematica all'Università di Monaco nel 1972, è entrato nel seminario tradizionalista di Écône, in Svizzera. L'8 dicembre 1975 è stato ordinato da Marcel Lefebvre.
Nel 1977 ha fondato il "Young Catholics Movement", un'ala della SSPX in Germania per i giovani.
Professore presso il seminario di Weissbad, il primo seminario in lingua tedesca Fraternità San Pio X, ha fondato nel 1978 il Seminario Internazionale del Sacro Cuore di Zaitzkofen di cui era rettore fino al 2003, quando è stato nominato superiore del distretto tedesco della SSPX.
Eletto Vicario Generale dal Capitolo Generale, viene poi scelto come Superiore Generale della Fraternità nel 1982 fino al 1994.
Nel 2006, è stato nuovamente nominato superiore del distretto tedesco e, da 15 agosto 2013 riprende i suoi doveri di rettore nel seminario da lui fondato. Così come il nuovo Superiore Bernard Fellay è parte dei membri della Fraternità San Pio X che lavorano per una piena comunione con Roma, ma solo riconoscendo gli "errori" del Concilio Vaticano II e permettendo loro di utilizzare solo i libri liturgici del 1962.
Ha sottolineato l'importanza dei negoziati per la normalizzazione dei rapporti avviati dal 2009 con Roma ma incolpa il Vaticano: "Siamo in una situazione di necessità se vogliamo preservare la vecchia liturgia, il vecchio insegnamento, la vecchia disciplina nel suo insieme e continuare a condurre una vita veramente cattolica”.
Riconoscendo che papa Benedetto XVI ha mostrato "un po' di buona volontà" vis-à-vis della Fraternità, egli ritiene che papa Francesco "saprà certamente finalizzare una completa normalizzazione dandoci una struttura canonica". Aggiunge: "Senza dubbio, vede nella nostra Fraternità una forza che può partecipare attivamente alla rievangelizzazione necessaria ovunque. D'altra parte, oggi il nostro lavoro corrisponde alla sua richiesta di spirito di povertà”.
Nel luglio del 2018 è stato nominato assistente del nuovo superiore generale della Fraternità, don Davide Pagliarani.